# Rafael Maria Baralt
Rafael Maria Baralt est l'une des trois paroisses civiles de la municipalité de Simón Bolívar dans l'État de Zulia au Venezuela. Sa capitale est San Isidro.